# 132 Etra
132 Etra é um asteroide cruzador de Marte localizado no cinturão principal. Ele é classificado como um asteroide tipo M. Ele possui uma magnitude absoluta de 9,38 e tem um diâmetro de 42,87 quilômetros. Este asteroide foi o primeiro asteroide cruzador de Marte a ser identificado. Como um asteroide cruzador de Marte, Etra é o asteroide com numeração mais baixa a não ter elementos orbitais adequados devido a recorrentes perturbações por Marte. Com um arco de observação original de apenas 22 dias, 132 Etra foi considerado um asteroide perdido entre 1873 e 1922.

## Descoberta e nomeação
132 Etra foi descoberto em 13 de junho de 1873 pelo astrônomo James Craig Watson. Este asteroide foi nomeado em honra a Etra, a mãe de Teseu na mitologia grega.

## Características orbitais
A órbita de 132 Etra tem uma excentricidade de 0,3902133 e possui um semieixo maior de 2,6074406 UA. O seu periélio leva o mesmo a uma distância de 1,5899827 UA em relação ao Sol e seu afélio a 3,625 UA.